# 19-я гвардейская стрелковая дивизия
19-я гвардейская стрелковая дивизия — гвардейское стрелковое соединение РККА Вооружённых Сил СССР в Великой Отечественной войне и после неё.
Соединение формовалось в Томске СибВО, в конце августа 1941 года как 366-я стрелковая дивизия, преобразована за боевые заслуги 17 марта 1942 года в 19-ю гвардейскую стрелковую дивизию. Новая нумерация частям дивизии была присвоена 20 апреля 1942 года. В действующей Красной армии, периоды вхождения в её состав:
- с 17 марта 1942 года — 30 апреля 1945 года;
- с 9 августа — 3 сентября 1945 года[1].

Полное действительно наименование формирования стрелковых войск, по окончании Второй мировой войны — 19-я гвардейская Рудненско-Хинганская ордена Ленина Краснознамённая ордена Суворова стрелковая дивизия.

## История
В январе — апреле 1942 года 266-я дивизия в составе войск 2-й ударной армии, с 26 февраля 52-й армий Волховского, затем Ленинградского фронтов участвовала в Любанской наступательной операции.
За мужество, отвагу и героизм, проявленные личным составом в этой операции, дивизии стрелков было присвоено почётное звание «Гвардейская», новый войсковой № 19, и она была преобразована в 19-ю гвардейскую стрелковую дивизию (17 марта 1942 года).
В конце мая 1942 года вновь была передана во 2-ю ударную армию и в августе — сентябре принимала участие в Синявинской наступательной операции. В середине декабря 1942 года включена в 3-ю ударную армию и в её составе до 20 января 1943 года вела наступательной бои в Великолукской операции, в последующем —оборонительные бои зап. г. Великие Луки.
С августа 1943 года до сентября 1945 года дивизия вела боевые действия в составе 39 Армии. В августе — сентябре 1943 года в ходе Смоленской наступательной операции участвовала в освобождении гг. Духовщина (19 сентября) и Рудня (29 сентября). За отличия в боях при освобождении г. Рудня была удостоена почётного наименования «Рудненской» (29 сентября 1943 года).
В боях на подступах к г. Рудня мужественно сражался личный состав 61-го гвардейского стрелкового полка (бывший 1222-й полк) во главе с его командиром коммунистом подполковником И. Н. Киреевым. Несмотря на неукомплектованность личным составом, полк успешно выполнил боевую задачу по прорыву сильно укреплённой обороны немецко-фашистских войск на подступах к городу и заставил их поспешно отступить. Командир полка умело управлял боем, своим мужеством и отвагой воодушевляя воинов на ратные подвиги. В бою 24 сентября 1943 года он погиб смертью храбрых. Посмертно ему присвоено звание Героя Советского Союза.
В октябре 1943 года — мае 1944 года дивизия в составе войск Калининского (с 20 окт. 1943 года 1-й Прибалтийский фронт), затем 3-го Белорусского, фронтов вела активные боевые действия на витебском направлении. Летом 1944 года принимала участие в Белорусской наступательной операции. За образцовое выполнение заданий командования по прорыву Витебского УР противника была награждена орденом Красного Знамени (2 июля 1944 года), а за умелые и решительные действия, способствовавшие освобождению войсками 5 А г. Ковно (Каунас),— орденом Суворова 2-й степени (12 августа 1944 года).
В октябре 1944 года дивизия участвовала в наступательных боях на подступах к Восточной Пруссии и на её территории. В начале октября её части во взаимодействии с другими соединениями осуществили прорыв долговременной, глубоко эшелонированной обороны немецко-фашистских войск на р.Ширвинта, 17 октября форсировали реку и, преодолевая ожесточённое сопротивление гитлеровцев, вступили в Восточную Пруссию.
Высокое боевое мастерство, отвагу и мужество показали воины-гвардейцы в Восточно-Прусской операции 1945 года. Перейдя в наступление 13 января, части дивизии прорвали оборону противника севернее г. Пилькаллен (Добровольск), 23 января форсировали р. Дайме юго-восточнее Лабиау (Полесск) и вела ожесточённые бои по разгрому кёнигсбергской, а затем земландской группировок вражеских войск.
За образцовое выполнение боевых задач на территории Восточной Пруссии, доблесть и мужество личного состава дивизия была награждена орденом Ленина (19 февраля 1945 года).
Боевой путь в войне с фашистской Германией гвардейская дивизия закончила 17 апреля на побережье залив Фришес-Хафф (Вислинский залив) севернее г. Фишхаузен (Приморск).
После этого в составе 39 А была перегруппирована на Дальний Восток, включена в Забайкальский фронт и в августе 1945 года участвовала в войне с империалистической Японией.
За отличия в боях с японскими войсками, умелое преодоление хребта Большой Хинган была удостоена почётного наименования «Хинганской» (20 сентября 1945 года).
Соединение расформировано в сентябре 1955 года, в ходе Хрущёвских сокращений, в борьбе за мир.

## Состав
По окончании войны:
- управление
- 54-й гвардейский стрелковый полк
- 56-й гвардейский стрелковый полк
- 61-й гвардейский стрелковый полк
- 45-й гвардейский артиллерийский полк
- 508-й отдельный самоходно-артиллерийский дивизион (с 9.8.1945)
- 7-й гвардейский отдельный истребительно-противотанковый дивизион
- 23-я гвардейская зенитная артиллерийская батарея (до 30.4.1943)
- 16-я отдельная гвардейская разведывательная рота
- 25-й отдельный гвардейский сапёрный батальон
- 22-й отдельный гвардейский батальон связи
- 387-й (23-й) медико-санитарный батальон
- 17-й отдельная гвардейская рота химической защиты
- 536-я (31-я) автотранспортная рота
- 531-я (27-я) полевая хлебопекарня
- 513-й (15-й) дивизионный ветеринарный лазарет
- 1423-я полевая почтовая станция
- 564-я полевая касса Госбанка

## Командование

### Командиры
- Буланов, Семён Иванович (17.03.1942 — 25.07.1942), полковник;
- Баринов, Давид Маркович (26.07.1942 — 18.12.1942), полковник, генерал-майор;
- Васильев, Иван Дмитриевич (19.12.1942 — 27.01.1943), полковник;
- Жуков, Дмитрий Тихонович (28.01.1943 — 30.01.1943), полковник;
- Репин, Иван Прокофьевич (31.01.1943 — 08.07.1943), генерал-майор;
- Вяземский, Константин Михайлович (09.07.1943 — 14.07.1943), полковник;
- Маслов, Борис Семёнович (15.07.1943 — 05.12.1943), генерал-майор;
- Майборода, Феоктист Данилович (06.12.1943 — 27.12.1943), полковник;
- Маслов, Борис Семёнович (28.12.1943 — 19.01.1944), генерал-майор;
- Цукарев, Самуил Ильич (20.01.1944 — 06.03.1944), полковник;
- Филиппов, Александр Михайлович (07.03.1944 — 13.03.1944), полковник;
- Вяземский, Константин Михайлович (14.03.1944 — 17.03.1944), полковник;
- Бибиков, Павел Никонович (18.03.1944 — 03.09.1945), полковник, генерал-майор;
- Фетисов, Фёдор Кузьмич (январь 1947 — февраль 1952), генерал-майор

### Начальники штаба
- Вяземский, Константин Михайлович (январь 1943 — март 1945), подполковник, полковник
- Митин, Александр Матвеевич (ноябрь 1945 — ноябрь 1949), подполковник

### Начальники политотдела
- Пекарев, Александр Васильевич (апрель 1944 — октябрь 1945), подполковник

## Боевые действия вела в составах
- 2-й ударной армии (май — октябрь 1942 года),
- 52-й армии, 3-й ударной армии,
- 39-й армии — с августа 1943 года.

## Участвовала
- 7 января — 30 апреля 1942 — Любанская операция,
- 19 августа — 10 октября 1942 — Синявинская операция (1942)
- 24 ноября 1942 — 20 января 1943 — Великолукская наступательная операция,
- 7 августа — 2 октября 1943 — Смоленская операция (1943) (в том числе Духовщинско-Демидовская операция),
- 23 июня — 29 августа 1944 — Белорусская операция (1944),
- 14 сентября — 24 ноября 1944 — Мемельская операция (1944) (Прибалтийская операция (1944)),
- 16 — 30 октября 1944 — Гумбиннен-Гольдапская операция
- 13 января — 25 апреля 1945 — Восточно-Прусская операция (1945),
- 9 августа — 2 сентября 1945 — Хингано-Мукденская наступательная операция (Советско-японская война)

## Награды
- 17 марта 1942 года — почётное звание «Гвардейская».[источник не указан 1643 дня]
- 29 сентября 1943 года — почетное наименование «Рудненская» — присвоено приказом Верховного Главнокомандующего от 29 сентября 1943 года за отличие в боях при освобождении города Рудня;
- 2 июля 1944 года —  Орден Красного Знамени — награждена указом Президиума Верховного Совета СССР от 2 июля 1944 года за образцовое выполнение заданий командования в боях по прорыву обороны Витебского укреплённого района немцев южнее города Витебска и на Оршанском направлении севернее реки Днепра, а также за овладение городом Витебск, проявленные при этом геройство, доблесть и мужество.[4]
- 12 августа 1944 года —  Орден Суворова II степени — награждена указом Президиума Верховного Совета СССР от 12 августа 1944 года за образцовое выполнение заданий командования в боях с немецкими захватчиками, за овладение городом Каунас (Ковно) и проявленные при этом доблесть и мужество.[5]
- 19 февраля 1945 года —  Орден Ленина — награждена указом Президиума Верховного Совета СССР от 19 февраля 1945 года за образцовое выполнение заданий командования в боях за овладение городами Тапиау, Алленбург, Норденбург, Летцен и проявленные при этом доблесть и мужество.[6]
- 20 сентября 1945 года — почетное наименование «Хинганская» — присвоено приказом Верховного Главнокомандующего от 20 сентября 1945 года за отличие в боях с японскими войсками, умелое преодоление хребта Большой Хинган[7]

Награды частей дивизии:
- 54-й гвардейский стрелковый ордена Суворова[8] полк
- 56-й гвардейский стрелковый Краснознамённый[8] полк
- 61-й гвардейский стрелковый ордена Кутузова[8]полк
- 45-й гвардейский артиллерийский Краснознамённый[9]полк

## Отличившиеся воины
Свыше 17 тысяч её воинов награждены орденами и медалями, 6 удостоены звания Героя Советского Союза.
- Беляев, Василий Александрович, гвардии младший лейтенант — командир огневого взвода артиллерийской батареи 61-го гвардейского стрелкового полка.
- Дружинин, Михаил Иванович, гвардии лейтенант — комсорг батальона 61-го гвардейского стрелкового полка.
- Киреев, Иван Нестерович, гвардии подполковник — командир 61-го гвардейского стрелкового полка.
- Киреев, Иван Фёдорович, гвардии старший сержант — командир отделения 61-го гвардейского стрелкового полка.
- Тараканов, Николай Сергеевич, гвардии капитан — заместитель командира по артиллерии 61-го гвардейского стрелкового полка.
- Тастандиев, Таир Буркутбаевич, гвардии сержант — заряжающий 76-мм орудия 56-го гвардейского стрелкового полка.
- Трушин, Василий Андреевич, гвардии подполковник — командир 61-го гвардейского стрелкового полка.
- Шевчук, Валентин Климентьевич, гвардии старшина — командир орудия 45-го гвардейского артиллерийского полка.
- Шестаков, Алексей Сергеевич, гвардии старший сержант — командир миномётного расчёта 61-го гвардейского стрелкового полка[10][11]

## Гимн дивизии
Идём, руднянцы мы, сплочёнными рядами,

Нас ждут суровые сраженья впереди,

Несём дивизии прославленое знамя,

И знаки «Гвардия» у смелых на груди.

Припев:

 И врагу никогда не вернуться туда,

 Где ступала гвардейца нога.

 В сердце месть затая,

 Девятнадцатая…

 Била и бьёт врага.

Прошли мы Волхов и дрались под Ленинградом,

Прорыв к Синявину есть дело наших рук.

В разрывах бомб и мин, под пулемётным градом

Фашистов гнали мы от стен Великих Лук.

Мы не забудем никогда реку Царевич,

Тот нескончаемый кровопролитный бой,

Когда в атаке смерти пал герой Киреев

И взвился красный флаг над Руднею родной.

Салют гремит в Москве, поднимем знамя.

Сражайся яростней, гвардеец-исполин.

А Белоруссия лежит уже за нами

Вперед на Пруссию и дальше на Берлин.

## Память
- 19-я гвардейская стрелковая дивизия
на Монументе Славы в Новосибирске
- Музей дивизии в школе № 32 Томска.
- Музей дивизии в школе № 32 Томска.

- музей боевой славы 19-й гвардейской Руднянско-Хинганской стрелковой дивизии РККА в средней школе № 28 города Москвы[12]